# 艾拉特·里纳托维奇·海鲁林
艾拉特·里纳托维奇·海鲁林（羅馬化：Ayrat Rinatovich Khayrullin；1981年12月11日—）是一位俄罗斯政治人物。他于2015年至2019年担任鞑靼斯坦共和国阿尔梅季耶夫斯克区区长。他于2019年6月5日担任鞑靼斯坦共和国信息和通信部长。2019年9月25日该部重组后，成为了鞑靼斯坦共和国公共管理、信息技术和通信数字发展部长。